# Peuschen
Peuschen é um município da Alemanha localizado no distrito de Saale-Orla, estado de Turíngia.
Pertence ao Verwaltungsgemeinschaft de Ranis-Ziegenrück.

## Demografia
Evolução da população (31 de dezembro):
| - 1994 – 561 - 1995 – 549 - 1996 – 548 - 1997 – 544 | - 1998 – 535 - 1999 – 529 - 2000 – 519 - 2001 – 521 | - 2002 – 530 - 2003 – 529 - 2004 – 520 - 2005 – 510 |

Fonte: Thüringer Landesamt für Statistik